# Stilbene

Cis-Stilbene

Lo stilbene è un diariletene, cioè un idrocarburo composto da un etene sostituito con un gruppo fenilico su entrambi gli atomi di carbonio del doppio legame. Il nome stilbene deriva dal greco stilbos, che significa lucente.
Esistono due possibili isomeri geometrici dello stilbene, il trans-stilbene e il cis-stilbene.
La maggior parte degli stilbeni si trova nelle piante. Agiscono infatti come composti antifungini, sono prodotti generalmente dopo una lesione o un'infezione.